# Heldreichia bupleurifolia
Heldreichia bupleurifolia är en korsblommig växtart som beskrevs av Pierre Edmond Boissier. Heldreichia bupleurifolia ingår i släktet Heldreichia och familjen korsblommiga växter. Inga underarter finns listade i Catalogue of Life.